# Campionato galiziano di calcio
Il campionato galiziano di calcio, ufficialmente Campeonato Regional de Galicia o semplicemente Campeonato de Galicia, è stato un torneo calcistico spagnolo disputato dal 1905 al 1940. 
Riservato a squadre di calcio della Galizia, dal 1913-1914 fu governato dalla Federación Gallega de Fútbol (FGF), fondata nel 1909. 

## Storia

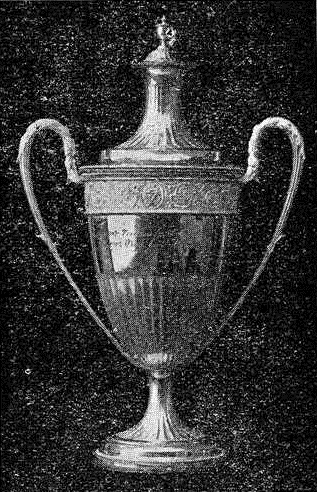
Trofeo assegnato dal 1905 al 1911

Dal 1905 al 1912 si disputarono edizioni non ufficiali del torneo, organizzate dal Vigo Foot-Ball Club e concluse con l'assegnazione di una coppa d'argento donata da Alfonso XIII. 
Nel 1913-1914 l'organizzazione del campionato passò alla federcalcio della Galizia. 
Nel 1934-1935 club di Galizia e Asturie concordarono l'istituzione di un campionato asturiano-galiziano, che però non si giocò a causa di problemi politici nelle Asturie. 
L'ultima edizione del torneo si disputò nel 1939-1940. 